# Церковь Святых Зигмунта и Марии Магдалины (Вавженьчице)
Церковь святых Зигмунта и Марии Магдалины (пол. Kościół św. Zygmunta i św. Marii Magdaleny) — католическая церковь в Польше, находящаяся в населённом пункте Вавженьчице, в гмине Иголомя-Вавженьчице Краковского повята Малопольского воеводства. Церковь внесена в реестр охраняемых памятников Малопольского воеводства. Храм входит в состав краковской архиепархии.

## История
Современный храм был построен в XV веке на месте разобранной деревянной церкви, которая была построена в 1223 году по инициативе краковского епископа Иво Одровонжа. В 1676 году храм пострадал от пожара, после чего был отремонтирован на средства краковского епископа Миколая Оборского. В 1914 году после занятия села австрийскими войсками храм снова пострадал от пожара. После нескольких перестроек храм сохранил несколько готических элементов. В 1919—1932 годах к храму была пристроена часовня Пресвятой Девы Марии Скорбящей. В 1955 году краковский художник Вацлав Тарачевский расписал главный неф полихромией.
7 июня 1972 года храм был внесён был внесён в реестр охраняемых памятников Малопольского воеводства (№ А-375 (А-320/М)).